# Municipio de Sioux (condado de Plymouth)
El municipio de Sioux (en inglés: Sioux Township) es un municipio ubicado en el condado de Plymouth en el estado estadounidense de Iowa. En el año 2010 tenía una población de 298 habitantes y una densidad poblacional de 2,61 personas por km².

## Geografía
El municipio de Sioux se encuentra ubicado en las coordenadas 42°41′52″N 96°32′6″O / 42.69778, -96.53500. Según la Oficina del Censo de los Estados Unidos, el municipio tiene una superficie total de 114.38 km², de la cual 114,26 km² corresponden a tierra firme y (0,1 %) 0,11 km² es agua.

## Demografía
Según el censo de 2010, había 298 personas residiendo en el municipio de Sioux. La densidad de población era de 2,61 hab./km². De los 298 habitantes, el municipio de Sioux estaba compuesto por el 96,98 % blancos, el 1,01 % eran asiáticos, el 0,34 % eran de otras razas y el 1,68 % eran de una mezcla de razas. Del total de la población el 0,67 % eran hispanos o latinos de cualquier raza.